# L'Unità
l’Unità (prononcé : [luniˈta]) est un ancien quotidien italien de sensibilité de gauche, fondé en 1924 par Antonio Gramsci.

## Histoire

### Organe officiel du Parti communiste (1924-1991)
Longtemps organe officiel du Parti communiste italien (PCI), de son lancement en 1924 jusqu'à l'auto-dissolution de ce dernier en janvier 1991, le journal s'est ensuite rapproché des démocrates de gauche. 

### Journal de centre-gauche (1991-2000)
De 1992 à 1996, sous la direction de Walter Veltroni, l'Unità devient un journal de centre-gauche à vocation culturelle et grand public.

### Périodes de crises (2000-2017)
Après une longue période d’existence de plus de trois-quarts de siècle, le journal l'Unità connaît une périodes de crises. En juillet 2000, le journal est mis en liquidation, pour finalement reparaître en mars 2001. En 2008 il est racheté par Renato Soru, alors député et président de la région de Sardaigne, avant que sa fermeture ne soit annoncée le 31 juillet 2014. 
Le 30 juin 2015, le journal reparait sous une nouvelle forme sous la direction du journaliste et secrétaire d’État Erasmo D'Angelis (it). Il connaît cependant une nouvelle crise deux ans plus tard et ferme de nouveau le 3 juin 2017.